# Gheorghe Labin
Gheorghe Labin (n. 1907, Pufești, Galați - d. 1977) a fost un pictor și decorator român, profesor la Institutul de Arte Plastice „Nicolae Grigorescu” din Iași.
A urmat Academia de Arte Frumoase cu pictorii Camil Ressu și Cecilia Cuțescu-Storck.
În Palatul Artelor a fost începută o mare frescă intitulată „marea frescă a războiului” începută de Alexandru Ciucurencu, la care acesta a colaborat cu pictorii Dem. Iordache și Gheorghe Vânătoru, pe schițele lui Gheorghe Labin. Cutremurul din 1940 a avariat grav clădirea, ce a fost demolată în 1943, dispărând astfel și fresca.
După al Doilea Război Mondial, prin temele alese, Gheorghe Labin a devenit pictorul mizeriei din timpul războiului.
În perioada 11- 25 aprilie 1948, a avut loc Expoziția „FLACĂRA”, organizată la sala Dalles de M. H. Maxy, Ligia Macovei, Gheorghe Labin, Boris Caragea și Alexandru Ciucurencu – artiști de certă orientare de stânga – prefigurând noua orientare a artei în regimul comunist.
În ziua de 25 decembrie 1950, prin Decretul 226/ 1950, a fost dizolvat Sindicatul Artelor Frumoase și întregul său patrimoniu a trecut asupra Uniunii Artiștilor Plastici din R.P.R., aceasta fiind recunoscută ca persoană juridică de utilitate publică. Au fost aleși Boris Caragea ca președinte și Gheorghe Labin ca secretar general (1968-1978).

## Lucrări
- Bătălia de la Baia-1467, frescă realizată în anul 1942, în Palatul Cercului Militar Național, în sala ce poartă numele „Ștefan cel Mare și Sfânt”[6]
- Fetița cu pâine (1949)
- Ioan Vodă cel Cumplit la Cahul (1953)

Gheorghe Labin a practicat și ilustrarea de carte, ca de exemplu: volumul Răscoala iobagilor, de I.D. Mușat, apărut în 1951 la Editura Tineretului, ediția bibliofilă a volumului Ovidiu de Vasile Alecsandri, apărut în 1957 la Editura de stat pentru literatură și artă.

## Distincții
- titlul de Artist emerit al Republicii Populare Romîne (15 mai 1957) „pentru merite deosebite în activitatea artistică, pedagogică, precum și în munca din alte domenii ale culturii”[7]